# 板橋本町駅

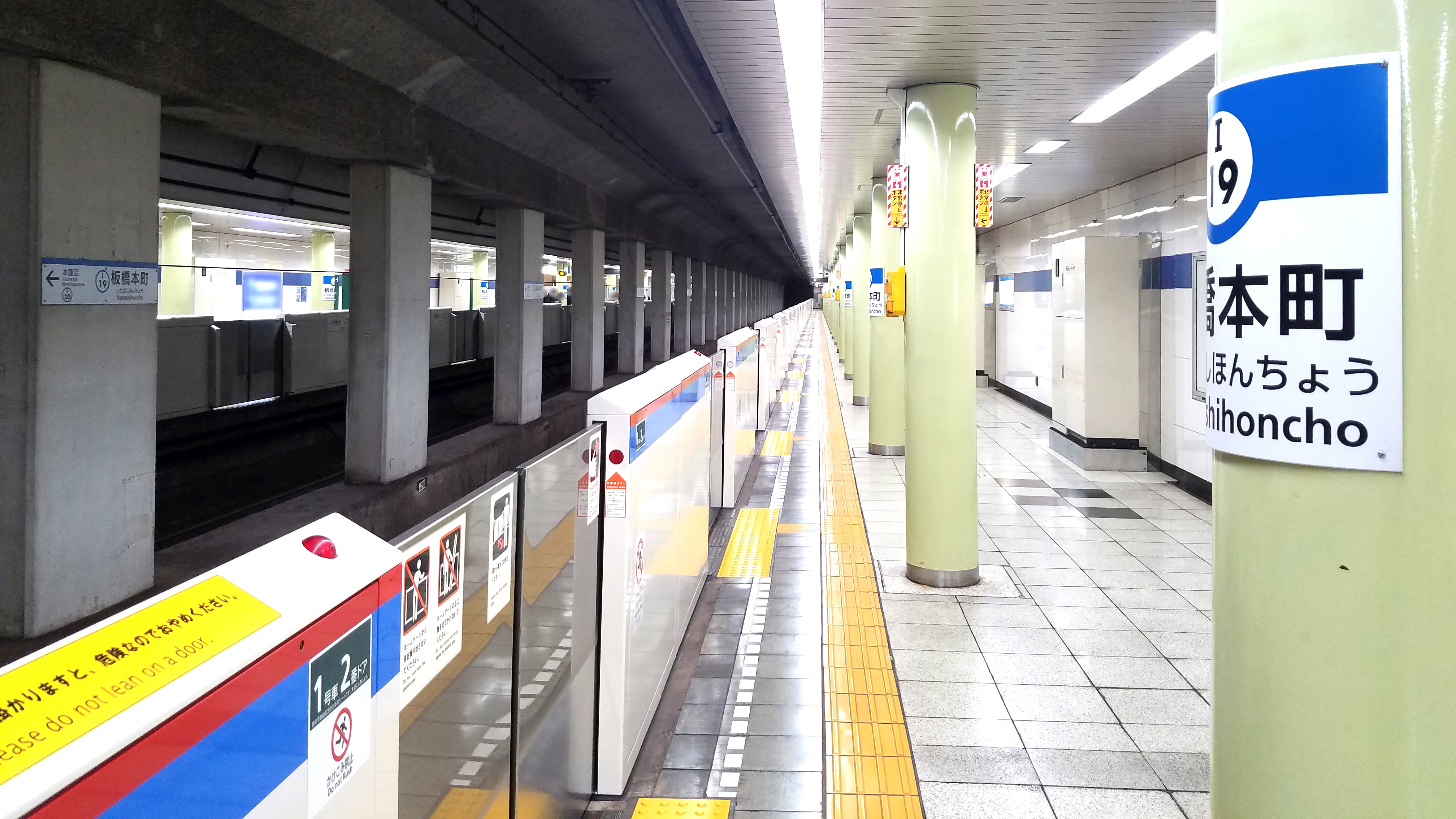
ホーム（2019年12月）

板橋本町駅（いたばしほんちょうえき）は、東京都板橋区大和町にある、東京都交通局（都営地下鉄）三田線の駅。駅番号はI 19。

## 年表
- 1968年（昭和43年）12月27日：都営地下鉄6号線開業に伴い開業。
- 1978年（昭和53年）7月1日：6号線を三田線に改称[3]。
- 2007年（平成19年）3月18日：ICカード「PASMO」の利用が可能となる[4]。

### 駅名の由来
計画時の仮称は「大和町」（やまとちょう）。旧・都電志村線の停留場名であるが、東武東上線との相互乗り入れが計画に盛り込まれた際、「大和町」駅（やまとまち、現・和光市駅）で接続が予定されたために敬遠された。「都営地下鉄三田線#建設経緯」を参照。

## 駅構造
相対式ホーム2面2線を有する地下駅。エスカレーターがA3出入口と改札外コンコースを、エレベーターがA1・A3出入口と改札外コンコースをそれぞれ連絡している。トイレは2番線ホームの目黒寄りにあり、多機能トイレも設置されている。連絡通路は改札内にあり、両方面ホームとも改札口から西高島平駅寄りにある。

### のりば
| 番線 | 路線       | 行先              |
| ---- | ---------- | ----------------- |
| 1    | 都営三田線 | 目黒・ 東急線方面 |
| 2    | 都営三田線 | 西高島平方面      |

（出典：都営地下鉄:駅構内図）

## 利用状況
2023年（令和5年）度の1日平均乗降人員は35,317人（乗車人員：17,982人、降車人員：17,335人）である。
近年の1日平均乗降・乗車人員の推移は下表の通り。

### 平成
| 年度               | 1日平均 乗降人員 | 1日平均 乗車人員 | 出典     |
| ------------------ | ---------------- | ---------------- | -------- |
| 1990年（平成02年） |                  | 15,055           | [ * 1 ]  |
| 1991年（平成03年） |                  | 15,385           | [ * 2 ]  |
| 1992年（平成04年） |                  | 15,356           | [ * 3 ]  |
| 1993年（平成05年） |                  | 15,310           | [ * 4 ]  |
| 1994年（平成06年） |                  | 15,047           | [ * 5 ]  |
| 1995年（平成07年） |                  | 14,276           | [ * 6 ]  |
| 1996年（平成08年） |                  | 13,989           | [ * 7 ]  |
| 1997年（平成09年） |                  | 13,877           | [ * 8 ]  |
| 1998年（平成10年） |                  | 13,759           | [ * 9 ]  |
| 1999年（平成11年） |                  | 13,374           | [ * 10 ] |
| 2000年（平成12年） |                  | 13,290           | [ * 11 ] |
| 2001年（平成13年） |                  | 13,296           | [ * 12 ] |
| 2002年（平成14年） |                  | 13,307           | [ * 13 ] |
| 2003年（平成15年） | 25,000           | 12,934           | [ * 14 ] |
| 2004年（平成16年） | 24,350           | 12,616           | [ * 15 ] |
| 2005年（平成17年） | 24,606           | 12,748           | [ * 16 ] |
| 2006年（平成18年） | 25,026           | 12,932           | [ * 17 ] |
| 2007年（平成19年） | 26,427           | 13,612           | [ * 18 ] |
| 2008年（平成20年） | 28,296           | 14,577           | [ * 19 ] |
| 2009年（平成21年） | 27,849           | 14,287           | [ * 20 ] |
| 2010年（平成22年） | 28,107           | 14,389           | [ * 21 ] |
| 2011年（平成23年） | 28,343           | 14,559           | [ * 22 ] |
| 2012年（平成24年） | 29,601           | 15,130           | [ * 23 ] |
| 2013年（平成25年） | 30,856           | 15,765           | [ * 24 ] |
| 2014年（平成26年） | 31,773           | 16,215           | [ * 25 ] |
| 2015年（平成27年） | 32,723           | 16,683           | [ * 26 ] |
| 2016年（平成28年） | 33,853           | 17,237           | [ * 27 ] |
| 2017年（平成29年） | 34,846           | 17,737           | [ * 28 ] |
| 2018年（平成30年） | 35,670           | 18,147           | [ * 29 ] |

### 令和
| 年度               | 1日平均 乗降人員 | 1日平均 乗車人員 | 出典     | 出典       |
| 年度               | 1日平均 乗降人員 | 1日平均 乗車人員 | 東京都   | 交通局     |
| ------------------ | ---------------- | ---------------- | -------- | ---------- |
| 2019年（令和元年） | 36,282           | 18,438           | [ * 30 ] | [ 都交 2 ] |
| 2020年（令和02年） | 28,087           | 14,299           |          | [ 都交 3 ] |
| 2021年（令和03年） | 29,887           | 15,232           |          | [ 都交 4 ] |
| 2022年（令和04年） | 32,635           | 16,633           |          | [ 都交 5 ] |
| 2023年（令和05年） | 35,317           | 17,982           |          | [ 都交 1 ] |

## 駅周辺
駅南方には、帝京大学板橋キャンパスおよび帝京大学医学部附属病院、帝京中学校・高等学校など帝京大学グループの学園都市がある。当駅真上の大和町交差点は、国道17号と東京都道318号環状七号線（環七通り）が交差、さらに国道17号の上を首都高速5号池袋線が通過している。
上記のほか、以下の各施設が駅周辺にある。
- 東洋大学 総合スポーツセンター
- 板橋区公文書館・いたばし総合ボランティアセンター
  - 同じ場所にあったいたばしボローニャ子ども絵本館は、いたばしボローニャ絵本館と改称し上板橋駅近の板橋区立中央図書館内へ移転した。（上板橋駅行バスで教育科学館バス停下車）
- 駄菓子屋ゲーム博物館（宮本町）[10]
- 板橋清水郵便局
- 新板橋郵便局
- 中央労働金庫 板橋支店
- みずほ銀行 板橋支店
- 巣鴨信用金庫 板橋本町支店
- エスビー食品 スパイスセンター（実質的な本社）
- リンテック 本社
- オーケー 板橋本町店（2024年3月27日オープン）
- 富士見病院

## バス路線
最寄りの停留所は「大和町」である。旧都電志村線の停留場名を受け継ぐ「板橋本町」停留所は一つ池袋寄りに存在したが、2007年に「上宿」と改称された。
中山道を経由する路線は駅近くに停留所を設置しているが、環七通りを経由する路線は中山道陸橋を通行するため、陸橋東詰（駅からおよそ300 m東側）に停留所が設置されている。
| のりば           | 運行事業者                | 系統・行先                               | 備考                                                                                                |
| ---------------- | ------------------------- | ---------------------------------------- | --------------------------------------------------------------------------------------------------- |
| （中山道沿い）   | - 国際興業バス - 関東バス | 赤51 - 赤羽駅西口 / 池袋駅東口           | |
| （中山道沿い）   | 国際興業バス              | 赤57 - 赤羽駅西口 / 日大病院             | |
| （中山道沿い）   | 国際興業バス              | 赤97 - 赤羽車庫／池袋駅東口              | 池袋駅東口行は平日朝の赤羽車庫出庫便。土曜休日運休。 赤羽車庫行は土曜休日夜最終の入庫便。平日運休。 |
| （中山道沿い）   | 国際興業バス              | 池20 - 池袋駅西口 / 高島平操車場         | |
| （中山道沿い）   | 国際興業バス              | 池20-2 - 高島平操車場行                  | 平日朝の池袋車庫出庫便。土曜休日運休。                                                              |
| （中山道沿い）   | 国際興業バス              | 池21 - 池袋駅西口 / 高島平駅             | |
| （環七通り沿い） | 国際興業バス              | 王54 - 王子駅 / 上板橋駅                 | |
| （環七通り沿い） | 国際興業バス              | 王54-2 - 上板橋駅前                      | 練馬北町車庫入庫便。                                                                                |
| （環七通り沿い） | 国際興業バス              | 赤31 - 赤羽駅東口 / 高円寺駅             | |
| （環七通り沿い） | 国際興業バス              | 赤31-2 - 赤羽車庫                        | 平日夜最終の赤羽車庫入庫便。土曜休日運休。                                                          |
| （環七通り沿い） | 都営バス                  | 王78 - 王子駅前 / 新宿駅西口・杉並車庫前 | |

## 隣の駅
東京都交通局（都営地下鉄）
 都営三田線
板橋区役所前駅 (I 18) - 板橋本町駅 (I 19) - 本蓮沼駅 (I 20)